# Seminatori di morte
Seminatori di morte (Matanza en Matamoros)  è un film thriller del 1984 diretto da José Luis Urquieta.

## Trama
Nel territorio al confine tra Messico e Stati Uniti, Max è a capo di una gang della droga perennemente in lotta con altre bande malavitose locali concorrenti. Silverio, un tempo autista di Max, ne diventa il cognato sposando la sorella Elena e, al tempo stesso, non disdegna di fare da amante ad Estela la moglie di Max. Quando scopre i tradimenti del marito, Elena, scatena un putiferio e, senza farsi scrupoli, cerca di incastrarlo sfruttando la rivalità con una banda antagonista.

## Distribuzione

### Edizioni home video
- Una versione italiana del film in DVD, realizzata dalla futurama, è stata distribuita per opera della "Magic Store".[2]